# Ceroferario

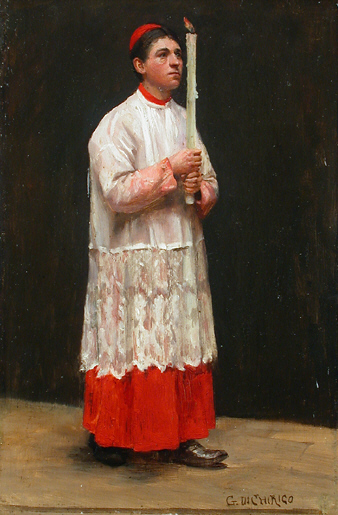
Un ceroferario (dipinto di Giacomo Di Chirico)

Nella liturgia della Chiesa cattolica il ceroferario  (dal latino ceroferarius) è il ministrante che ha l'incarico di portare il candelabro con il cero acceso.

## Compiti

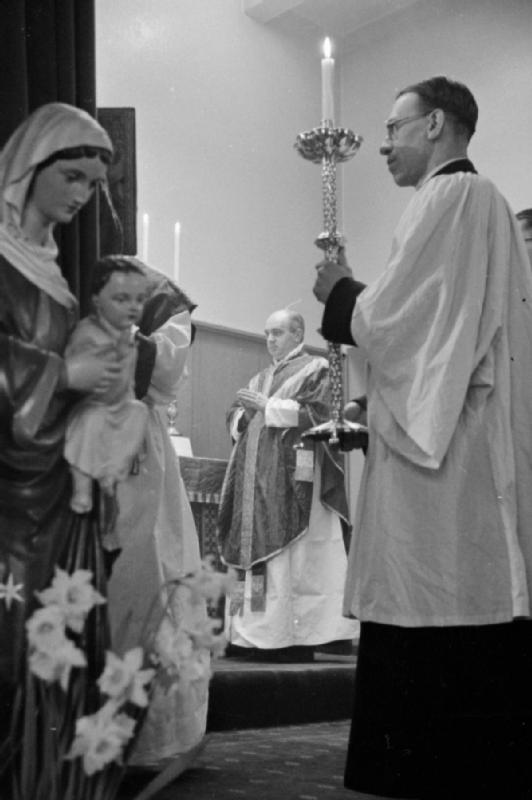
Ceroferario in una chiesa inglese (1942)

I ceroferari, in genere in coppia e comunque in numero pari, durante la processione liturgica seguono il turiferario disponendosi ai lati del crocifero. Una volta raggiunto l'altare si dispongono lateralmente dietro allo stesso, rivolti verso il popolo. Nel passaggio, nel quale il ceroferario di sinistra passa a sinistra dell'altare e quello di destra passa a destra, fanno un breve inchino con il capo al celebrante. Collocano poi i candelieri ai lati dell'altare e si siedono ai propri posti. I candelieri vengono poi ripresi nei riti conclusivi della celebrazione, durante i quali accompagnano il celebrante nel percorso che questo fa per baciare l'altare, deporre eventualmente il Santissimo Sacramento nel tabernacolo e ritirarsi in sacrestia.